# Blake Harper

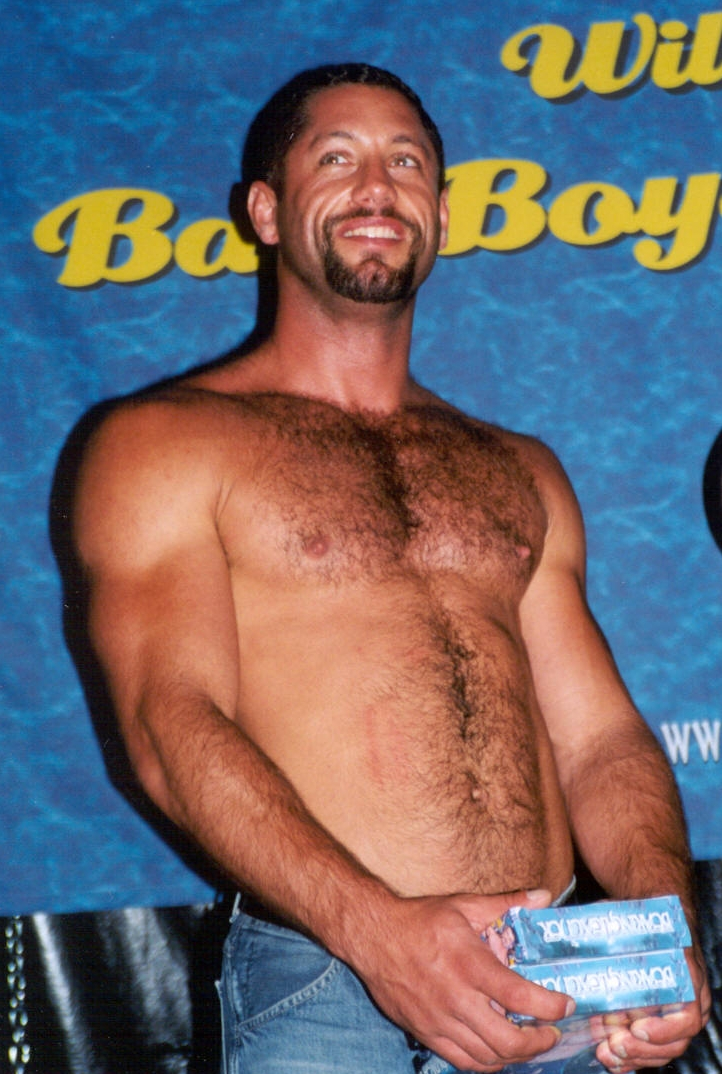
Blake Harper

Blake Harper (* 19. Oktober 1968 in Windsor, Ontario; eigentlich Peter Tiefenbach) ist ein kanadischer Pornodarsteller.

## Leben
Nach seiner Schulzeit und seiner Ausbildung als Krankenpfleger begann Harper 1998 in der Pornoindustrie tätig zu werden. Er drehte Ende der 1990er und Anfang der 2000er mehrere schwule Pornofilme. 2005 erschien die Dokumentation Naked Fame. Nach seinem Ausstieg als Darsteller aus der Pornofilmbranche arbeitete Harper wieder in seiner Heimatstadt Windsor in Ontario als Krankenpfleger in einem örtlichen Krankenhaus.
Harper erhielt 2000 den Grabby Awards als Auszeichnung sowie 2001 den GayVN Award. Harpers Lebensgefährte für einige Jahre war der Schauspieler und Sänger Colton Ford.

## Filmografie (Auswahl)
- Aftershock 2
- Animus
- Ass Lick Alley
- Chapters
- Closed Set: The New Crew
- Conquered
- Descent
- Devil Is A Bottom
- Don't Ask, Don't Tell!
- Fuck Flik 1
- Heat
- Mavericks 2
- The Missing Link
- The Missing Link: Director's Cut
- Porn Struck 2
- Prowl 3
- Score
- Serviced
- The Seven Deadly Sins: Lust
- The Seven Deadly Sins: Redemption
- The Servant